# Eupithecia cheituna
Eupithecia cheituna là một loài bướm đêm trong họ Geometridae.